# 213
Het jaar 213 is het 13e jaar in de 3e eeuw volgens de christelijke jaartelling.

## Gebeurtenissen

### Italië
- In Rome worden Marcus Aurelius Antoninus Augustus (vierde maal) en Decimus Caelius Calvinus Balbinus, door de Senaat herkozen tot consul van het Imperium Romanum.

### Europa
- Keizer Caracalla begint een militaire campagne in Germanië, hij behaalt overwinningen op de Alemannen en Chatten. Tijdens de veldtocht draagt hij een Keltische soldatencape, "caracallus" genaamd en waaraan Caracalla zijn bijnaam dankt.

### Parthië
- Artabanus IV, vazalkoning van Medië, komt in opstand tegen zijn broer Vologases VI en roept zichzelf uit tot koning van het Parthische Rijk.

### China
- Cao Cao, krijgsheer en eerste minister van de Han-dynastie, verkrijgt tien steden en de titel: "Wei Gong" (hertog van Wei). Dit is het begin van het koninkrijk Wei.